# Південне газопровідне напівкільце
Південне газопровідне напівкільце — болгарський газопровід, споруджений для постачання блакитного палива споживачам всередині країни.
У 1974 році почались поставки природного газу з СРСР до Болгарії. Через газопроводи Роздільна — Ізмаїл та Шебелинка — Ізмаїл ресурс подавали до кордону України та Румунії, після чого він транспортувався по території останньої до пограничного переходу Негру-Воде-Кардам. Від Кардаму блакитне паливо перекачувалось вже по болгарській території до розташованого дещо більше ніж за пів сотні кілометрів Вилчого Долу, звідки прямувало північніше від Старої Планини, а потім через гори до болгарської столиці Софії (північне газопровідне напівкільце).
На додаток до описаного вище маршруту в 1978—1985 роках спорудили південне напівкільце болгарської газотранспортної системи. Для цього проклали трубопровід від Вилчого Долу, який перетинає східні відроги Старої Планини, після чого прямує на захід по Верхньофракійській низовині. На кінцевому етапі газопровід виходить у район Софії, де знову зустрічається з північним напівкільцем. Довжина південного напівкільця становить 456 км (включаючи ділянку від Кардаму) при діаметрі 700 мм. На його трасі розташовані компресорні станції Кардам-1 та Вилчий-Дол.
Проходження газопроводу через Стару-Загору надало можливість для переведення місцевого заводу азотної хімії на природний газ (це підприємство почало роботу на основі технології газифікації лігнітів та мазуту). Те саме стосується і розташованого трохи південніше заводу аналогічного профілю в Димитровграді. Великими споживачами в районі Софії були металургійні комбінати у Креміковцях та Перніку, а з числа електроенергетичних об'єктів блакитне паливо використовують або використовували ТЕЦ Софія, ТЕЦ Софія-Схід, ТЕС Републіка, ТЕЦ Кремиковці. Також через відгалуження від Південного напівкільця отримують газ ТЕЦ Бургас, ТЕЦ Девен, ТЕС Варна (лише для розпалювання вугілля), ТЕЦ Мариця-3 (потрібен для водогрійних котлів).
Також можливо відзначити, що в 1986—1996 роках паралельно Південному напівкільцю пройшла траса болгарського Транзитного газопроводу.
У випадку реалізації проєкту другого інтерконектору між Болгарією та Грецією він має вийти на трасу Південного напівкільця в районі Стара-Загора.